# Шмартно об Дрети
Шмартно об Дрети (словен. Šmartno ob Dreti) је насељено место у општини Назарје, Савињска регија, Словенија.

## Историја
До територијалне реорганизације у Словенији било је у саставу старе општине Мозирје.

## Становништво
У попису становништва из 2011. године, Шмартно об Дрети је имало 274 становника.
| Број становника према пописима | Број становника према пописима | Број становника према пописима |
| ------------------------------ | ------------------------------ | ------------------------------ |
| 1991                           | 2002                           | 2011                           |
| 279                            | 283                            | 274                            |

Напомена: Године 1952. повећано за насеље Згорње Краше, које је укинуто.

## Галерија
- улаз у насеље
- пејзаж